# Eofulgoridium kisylkiense
Eofulgoridium kisylkiense  (лат.) — ископаемый вид мелких полужесткокрылых насекомых рода Eofulgoridium из семейства цикадовых Lophophidae. Обнаружен в юрских отложениях Киргизстана (Kyzyl-Kiya, около 185 млн лет, плинсбахский ярус). Длина надкрылий 8,75 мм, а их ширина — 3,9 мм.
Вид Eofulgoridium kisylkiense был впервые описан в 1937 году советским палеоэнтомологом Андреем Васильевичем Мартыновым (1879—1938; ПИН РАН, Москва, СССР) вместе с таксонами Aboilus cellulosus, Archaboilus kisylkiensis, Choristopsyche tenuinervis, Mesopolystoechus apicalis, Cicadellopsis incerta, Diphtheropsis incerta и другими новыми ископаемыми видами. Таксон Eofulgoridium kisylkiense включён в состав рода Eofulgoridium Martynov 1937. Сестринские таксоны: Eofulgoridium chanmaense, Eofulgoridium proximum Martynov 1937, Eofulgoridium tenellum Zhang et al. 2003.